# Dangerous Visions
Dangerous Visions är en science fiction-novellantologi, publicerad 1967 och redigerad av Harlan Ellison. Antologin är en av genrens mest inflytelserika, och kom att bli starkt identifierad med New Wave-rörelsen inom science fiction. Antologin publicerade trettiotre bidrag, varav ett antal kom att nomineras till eller belönas med fältets mest prestigefyllda priser. Fritz Leibers "Gonna Roll the Bones" nominerades till såväl Hugo- som Nebulapriset för bästa långnovell, och Philip K. Dicks "The Faith of Our Fathers" var Hugonominerad i samma kategori. Philip José Farmer delade Hugopriset för bästa kortroman för Riders of the Purple Wage, och Samuel R. Delany tilldelades Nebulapriset i novellkategorin för "Aye, and Gomorrah ...".
Antologin följdes upp med Again, Dangerous Visions, som publicerades 1972. En andra uppföljare, The Last Dangerous Visions, gavs ut först 2024, 57 år senare och sex år efter Ellisons död.

## Noveller
- "Foreword 1 - The Second Revolution" – Isaac Asimov
- "Foreword 2 - Harlan and I" – Isaac Asimov
- "Thirty-Two Soothsayers" (introduktion) – Harlan Ellison
- "Evensong" – Lester del Rey
- "Flies" – Robert Silverberg
- "The Day After the Day the Martians Came" – Frederik Pohl
- "Riders of the Purple Wage" – Philip José Farmer
- "The Malley System" – Miriam Allen deFord
- "A Toy for Juliette" – Robert Bloch
- "The Prowler in the City at the Edge of the World" – Harlan Ellison
- "The Night That All Time Broke Out" – Brian Aldiss
- "The Man Who Went to the Moon — Twice" – Howard Rodman
- "Faith of Our Fathers" – Philip K. Dick
- "The Jigsaw Man" – Larry Niven
- "Gonna Roll the Bones" – Fritz Leiber
- "Lord Randy, My Son" – Joe L. Hensley
- "Eutopia" – Poul Anderson
- "Incident in Moderan" och "The Escaping" – David R. Bunch
- "The Doll-House" – James Cross (pseudonym för Hugh J. Parry)
- "Sex and/or Mr. Morrison" – Carol Emshwiller
- "Shall the Dust Praise Thee?" – Damon Knight
- "If All Men Were Brothers, Would You Let One Marry Your Sister?" – Theodore Sturgeon
- "What Happened to Auguste Clarot?" – Larry Eisenberg
- "Ersatz" – Henry Slesar
- "Go, Go, Go, Said the Bird" – Sonya Dorman
- "The Happy Breed" – John Sladek
- "Encounter with a Hick" – Jonathan Brand
- "From the Government Printing Office" – Kris Neville
- "Land of the Great Horses" – R.A. Lafferty
- "The Recognition" – J.G. Ballard
- "Judas" – John Brunner
- "Test to Destruction" – Keith Laumer
- "Carcinoma Angels" – Norman Spinrad
- "Auto-da-Fé" – Roger Zelazny
- "Aye, and Gomorrah" – Samuel R. Delany